# Karel Paukert
Karel Paukert (1. ledna 1935 Skuteč – 30. dubna 2025) byl český varhaník, hobojista a umělecký kurátor, který emigroval do USA a žil v Clevelandu v Ohiu. Působil také jako hudební pedagog.

## Život
Po studiích na Pražské konzervatoři studoval ještě na Královské konzervatoři v Gentu. Dva roky žil potom v Belgii, kde zastupoval profesora Gabriela Verschraegena v katedrále sv. Bavona a byl jeho asistentem na konzervatoři. 
Do USA emigroval v roce 1964 a v roce 1972 získal americké občanství. Vyučoval nejdříve na Washington University v St. Louis, od roku 1968 do 1974 byl profesorem varhanní hry na Northwestern v Evanstonu (Chicago), v roce 1974 se stal ředitelem hudební sekce Clevelandského muzea a od roku 1976 vyučoval na Hudebním institutu v Clevelandu. Od roku 1979 byl varhaníkem tamního kostela sv. Pavla. 
Po převratu v roce 1989 se do Česka začal pravidelně vracet, vyučoval varhanní hru a především koncertoval.